# Romeo V. Turcan
Romeo V. Turcan (født 24. april 1970) er professor ved Aalborg University Business School. Hans forskningsområde er oprettelse og legitimering af nye sektorer og nye organisationer; sen-globalisering, de-globalisering, de-internationalisering; bobler, kollektiv opførsel; internationalt entreprenørskab med stor indflydelse; og tværfaglig teoribygning.

## Uddannelse og karriere
Romeo V. Turcan er uddannet i maskinteknik ved Air Force Engineering Military Academy (ru), Riga, Letland (1992) og filologi ved Department of Post-University Studies, Moldova State University, Chisinau, Moldova (1995). I 2000 modtog han sin MSc i International Marketing fra the Department og Marketing, University of Strathclyde, Glasgow, UK og i 2006 modtog han sin Ph.d. i Internationalt Entreprenørskab fra the Hunter Center for Entrepreneurship, University of Strathclyde, Glasgow, UK.

Før han begyndte sin akademiske karriere, arbejdede Romeo i en række stillinger, der involverede offentlig politisk intervention i omstrukturering, rationalisering og modernisering af erhvervslivet og den offentlige sektor såsom olie, militær højteknologi, ledelsesrådgivning, IKT og videregående uddannelse. Desuden er han medstifter og tidligere direktør for International Association of Business and Parliament–Moldova.
Han har også været medlem af diverse bestyrelser herunder bestyrelsen for Enterprise and Parliamentary Dialogue International, London, UK (2013-2019) og bestyrelsen for The International Society of Markets and Development (2019-). Han er formand for Organization of Moldovans in Denmark.

På nuværende tidspunkt er han projektkoordinator for ERASMUS+ Strategic Partnership project (2019-2023) og H2020 Marie S. Curie project (2020-2024). Derudover er han stifter og koordinator for Theory Building Research Programme (2012-).

## Hæder
Romeo V. Turcan har vundet følgende priser gennem sin karriere:
- 1st Degree Diploma – from the Government of the Republic of Moldova for “remarkable success achieved in professional area and active promotion of the image of the Republic of Moldova in the Kingdom of Denmark” (2017)[12][13]
- Emerald Award for Excellence for Highly Commended paper with Norman M. Fraser “An Ethnographic Study of New Venture and New Sector Legitimation” (2017)[14]
- Emerald Awards for Excellence for Highly Commended paper with Nikhilesh Dholakia “Bubbles: Towards a Typology” (2014)[15]

Desuden har Romeo siden 2012 været hovedansøger og koordinator for fire EU-finansierede projekter, inkl. Marie S. Curie ITN, med en samlet værdi på mere end 7,3 mio EUR:
- “Legitimation of Newness and Its Impact on EU Agenda for Change”, Marie S. Curie project (2020-2023, main applicant and coordinator, www.lnetn.aau.dk)
- “International Entrepreneurship Network for PhD and PhD Supervisor Training”, Strategic Partnership (Erasmus+) project (2019-2022, main applicant and coordinator, www.ietn.aau.dk)[16]
- ”PBLMD-TOPUP”, ERASMUS+ Learning Mobility of Individuals (2017-2018, main applicant and coordinator, www.pblmd.aau.dk)[17]
- "Introducing Problem Based Learning in Moldova: Toward Enhancing Students’ Competitiveness and Employability", ERASMUS+ Capacity Building national project (2015-2019, main applicant and coordinator, www.pblmd.aau.dk)[18]
- “Enhancing University Autonomy in Moldova”, ERASMUS+ Capacity Building structural project (2012-2015, main applicant and coordinator, www.euniam.aau.dk)[19]

## Publikationer

### Bøger
- Turcan, R. V., & Reilly, J. E. (2020). Populism and Higher Education Curriculum Development: Problem Based Learning as a Mitigating Response. Palgrave Macmillan. https://doi.org/10.1007/978-3-030-47376-1
- Turcan, R. V., & Fraser, N. (Eds.) (2018). The Palgrave Handbook of Multidisciplinary Perspectives on Entrepreneurship. Palgrave Macmillan. https://doi.org/10.1007/978-3-319-91611-8
- Turcan, R. V., Reilly, J., & Bugaian, L. (Eds.) (2016). (Re)Discovering University Autonomy: The Global Market Paradox of Stakeholder and Educational Values in Higher Education. Palgrave Macmillan. https://doi.org/10.1057/9781137388728
- Dholakia, N., & Turcan, R. V. (2014). Toward a Metatheory of Economic Bubbles: Socio-Political and Cultural Perspectives. Palgrave Macmillan. http://link.springer.com/book/10.1057/9781137361790

### Undervisningssager
- Turcan, R. V. (2020). An Autoethnographic Inquiry into the Emergence of New Forms and Ways of Organizing. Communication & Language at Work - CLAW, 7(1), 136-153. https://doi.org/10.7146/claw.v7i1.123267
- Turcan, R. V. (2017, Jan 17). Cembrit Holding A/S: At the crossroads: Teaching case. Ivey Publishing. https://www.iveycases.com/
- Turcan, R. V. (2013). Growth challenges in small manufacturing ventures from emerging economies: The evidence from Moldova. In G. Tesar, & J. Bodin (Eds.), Marketing management in geographically remote industrial clusters: Implications for business-to-consumer marketing (pp. 387-404). World Scientific. https://doi.org/10.1142/9789814383066_0004

### Andre udvalgte publikationer
- On internationalization of universities:  Turcan, R., Juho, A., & Reilly, J. (2020). Advanced Structural Internationalization of Universities is Unethical. Organization. https://doi.org/10.1177/1350508420971736
- Developing a ‘Holistic Problem Based Learning’ model: Turcan, R. V. (2020). Liquid Times - Newness and Uncertainty: An Innovative AAU PBL Response. In R. V. Turcan, & J. E. Reilly (Eds.), Populism and Higher Education Curriculum Development: Problem Based Learning as a Mitigating Response (pp. 393-420). Palgrave Macmillan. https://doi.org/10.1007/978-3-030-47376-1_16
- Developing theory of ‘Late Globalization’:  Turcan, R., Boujarzadeh, B., & Dholakia, N. (2020). Late Globalization and Evolution, Episodes and Epochs of Industries: Evidence from Danish Textile and Fashion Industry, 1945-2015. Thunderbird International Business Review, 62(5), 515-530. https://doi.org/10.1002/tie.22155
- Turcan, R. V. (2016). Exploring Late Globalization: A Viewpoint. Markets, Globalization & Development Review, 1(2), [4]. https://doi.org/10.23860/MGDR-2016-01-02-04
- Enhancing theory of ‘Legitimation’: Turcan, R. V. (2018). Sociology of Knowledge Perspective on Entrepreneurship. In R. V. Turcan, & N. M. F. (Eds.), The Palgrave Handbook of Multidisciplinary Perspectives on Entrepreneurship (pp. 433-455). Palgrave Macmillan. https://doi.org/10.1007/978-3-319-91611-8_20
- Developing a ‘Process Model of New Industry Legitimation’: Turcan, R. V., & Fraser, N. (2016). An Ethnographic Study of New Venture and New Sector Legitimation: Evidence from Moldova. International Journal of Emerging Markets, 11(1), 72 - 88. https://doi.org/10.1108/IJoEM-10-2012-0142
- Theorizing firm behavior via ‘Turning Points’: Turcan, R. V., & Juho, A. (2016). Have We Made It? Investigating Value-Creating Strategies in Early Internationalizing Ventures. Competitiveness Review, 26(5), 517 - 536. https://doi.org/10.1108/CR-03-2015-0020
- Turcan, R. V. (2013). The Philosophy of Turning Points: A Case of De-Internationalization. Advances in International Management, 26, 219-235. https://doi.org/10.1108/S1571-5027(2013)0000026014
- Developing a ‘Meta-theory of Bubbles’: Dholakia, N., & Turcan, R. V. (2014). Toward a Metatheory of Economic Bubbles: Socio-Political and Cultural Perspectives. Palgrave Macmillan. http://link.springer.com/book/10.1057/9781137361790
- Dholakia, N., & Turcan, R. V. (2013). Bubbles: Towards a Typology. Foresight, 15(2), 79-88. https://doi.org/10.1108/14636681311321095
- Developing typology of ‘Captivity’: Turcan, R. V. (2012). External legitimation in international new ventures: Toward the typology of captivity. International Journal of Entrepreneurship and Small Business, 15(2), 262-283. https://doi.org/10.1504/IJESB.2012.045207
- Developing theory of ‘New Venture Survivability’ and typology of ‘Hype’: Turcan, R. V. (2011). Toward a theory of international new venture survivability. Journal of International Entrepreneurship, 9(3), 213-232. https://doi.org/10.1007/s10843-011-0075-0
- Developing typology of ‘Goal Alignment’: Turcan, R. V. (2008). Entrepreneur-venture capitalist relationships: mitigating post-investment dyadic tensions. Venture Capital : an International Journal of Entrepreneurial Finance, 10(3), 281 - 304. https://doi.org/10.1080/13691060802151960